# Посёлок имени Ильича (Орловская область)
Посёлок и́мени Ильича́ — посёлок в Кромском районе Орловской области, входит в состав Большеколчевского сельского поселения.

## География
Посёлок находится в центральной части Орловской области, на расстоянии приблизительно 8 км (по прямой) к юго-востоку от посёлка городского типа Кромы, административного центра района.

### Часовой пояс
Посёлок имени Ильича, как и вся Орловская область, находится в часовой зоне МСК (московское время). Смещение применяемого времени относительно UTC составляет +3:00.

## История
В начале XX века посёлок ещё не отмечался на картах. На карте 1941 года отмечен как поселение с 29 дворами.

## Население
| 2010 |
| ---- |
| 9    |

### Национальный состав
Согласно результатам переписи 2002 года, в национальной структуре населения русские составляли 100 % из 10 чел.